# Região Geográfica Imediata de Viana
A Região Geográfica Imediata de Viana é uma das 22 regiões imediatas do estado brasileiro do Maranhão, uma das 8 regiões imediatas que compõem a Região Geográfica Intermediária de São Luís e uma das 509 regiões imediatas no Brasil, criadas pelo IBGE em 2017. É composta de 10 municípios localizados na Baixada Maranhense.

## Municípios
| Região geográfica imediata | Código | Municípios              |
| -------------------------- | ------ | ----------------------- |
| Viana                      | 210005 | Arari                   |
| Viana                      | 210005 | Cajapió                 |
| Viana                      | 210005 | Cajari                  |
| Viana                      | 210005 | Matinha                 |
| Viana                      | 210005 | Olinda Nova do Maranhão |
| Viana                      | 210005 | Penalva                 |
| Viana                      | 210005 | São João Batista        |
| Viana                      | 210005 | São Vicente Ferrer      |
| Viana                      | 210005 | Viana                   |
| Viana                      | 210005 | Vitória do Mearim       |